# Eryniopsis
Eryniopsis är ett släkte av svampar. Eryniopsis ingår i familjen Entomophthoraceae, ordningen Entomophthorales, klassen Zygomycetes, divisionen oksvampar och riket svampar.
|            | Zoophthora |
|            | |
|            | Tarichium |
|            | |
| Eryniopsis | \| \| Eryniopsis caroliniana \| \| \| \| \| \| Eryniopsis lampyridarum \| \| \| \| \| \| Eryniopsis longispora \| \| \| \| |
|            | \| \| Eryniopsis caroliniana \| \| \| \| \| \| Eryniopsis lampyridarum \| \| \| \| \| \| Eryniopsis longispora \| \| \| \| |
|            | Erynia |
|            | |
|            | Pandora |
|            | |
|            | Entomophaga |
|            | |
|            | Entomophthora |
|            | |
|            | Massospora |
|            | |
|            | Batkoa |
|            | |
|            | Furia |
|            | |
|            | Orthomyces |
|            | |
|            | Strongwellsea |
|            | |
|            | Eryniopsis caroliniana |
|            | |
|            | Eryniopsis lampyridarum |
|            | |
|            | Eryniopsis longispora |
|            | |

|  | Eryniopsis caroliniana  |
|  |                         |
|  | Eryniopsis lampyridarum |
|  |                         |
|  | Eryniopsis longispora   |
|  |                         |